# 漕河镇 (保定市)
漕河镇，是中华人民共和国河北省保定市徐水区下辖的一个乡镇级行政单位。

## 行政区划
漕河镇下辖以下地区：
漕河村、李梁庄村、河西村、马官营村、东白亭村、西白亭村、北楼村、小刘庄村、大刘庄村、曹庄村、南庞村、北庞村、梁家营村、西漕村、西漕店村、南留村、西留营村、史各庄村、勉家营村、米家营村、平家营村、中所营村、空城村、空城店村、周官营村、马家庄村和贾官营村。

## 交通
- 京广铁路：漕河站